# مايكل إي فوسوم
مايكل إي فوسوم (بالإنجليزية: Michael E. Fossum)‏ (و. 1957 – م) هو ضابط، ورائد فضاء، ومهندس من الولايات المتحدة الأمريكية . ولد في سايوكس فالز، داكوتا الجنوبية. تولى منصب قائد بعثة محطة الفضاء الدولية، البعثة 29 (16 سبتمبر 2011–16 نوفمبر 2011) .

## ريادة الفضاء
شارك في المهمات الفضائية:
- البعثة 28
- STS-121
- اس.ت.اس 124
- البعثة 29
- Soyuz TMA-02M.

## التعليم
تعلم في جامعة تكساس إيه اند إم، وU.S. Air Force Test Pilot School

## الخدمة العسكرية
خدم في القوات الجوية الأمريكية.